# پلانانی
پلانانی (به چکی: Plaňany) یک منطقهٔ مسکونی در جمهوری چک است که در ناحیه کولین واقع شده‌است. پلانانی ۱۳٫۸۴ کیلومتر مربع مساحت و ۱٬۷۲۷ نفر جمعیت دارد و ۲۱۹ متر بالاتر از سطح دریا واقع شده‌است.